# Abbeyshrule
Abbeyshrule (Mainistir Shrúthla en irlandais) est à la fois un village et un aérodrome du comté de Longford en Irlande.

## Géographie
Le village se trouve à près de 10 km de la ville de Longford, entre Mullingar, Athlone et Cavan.
Il est situé à la frontière entre les comtés de Longford et de Westmeath, formée par le Royal Canal qui traverse le village, sur son tracé de Dublin vers le Shannon.
Ce village est unique en ce sens que c'est le seul endroit dans le comté accessible par voie aérienne.
L'aérodrome s'étire le long du Royal Canal, près du village ; il accueille le plus ancien spectacle aérien international d'Irlande, pendant le mois d'août.

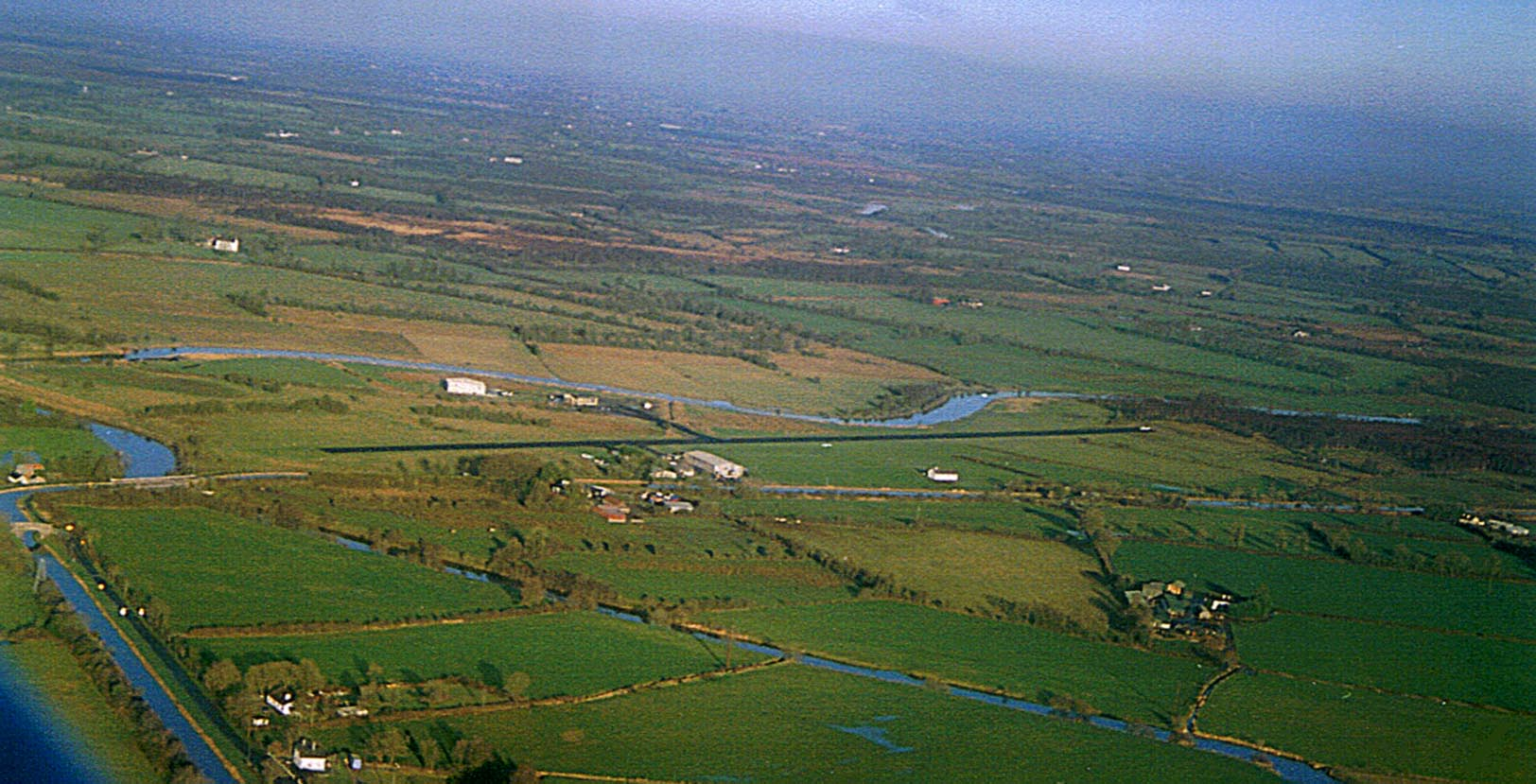
L'aérodrome.
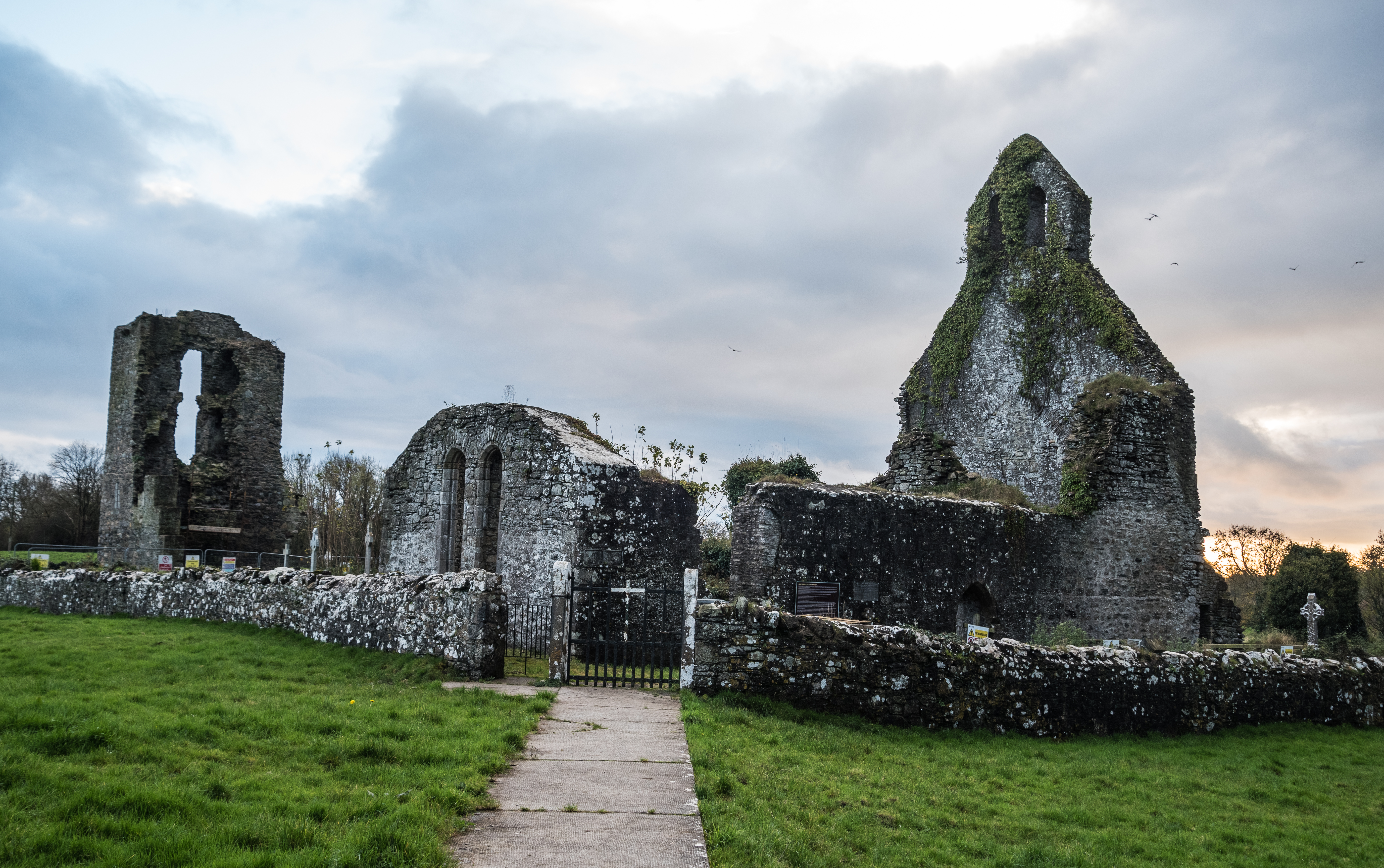
Les vestiges de l'abbaye.

## Histoire
L'histoire du village est liée à celle d'une l'abbaye cistercienne fondée en 1150, aujourd'hui en ruines.
L'abbaye est située près du célèbre aqueduc de Whitworth construit en 1817. L'aqueduc a été édifié pour transporter des marchandises entre le Royal Canal et la rivière Inny.

## Environnement
Abbeyshrule a remporté le prix national Tidy Towns en 2012, avec un total de 312 points. Il a également remporté le prix dans la catégorie village.
Abbeyshrule a remporté une médaille d’or au concours Entente florale Europe.

## Personnalités
Oliver Goldsmith, romancier, dramaturge et poète, serait né en 1728 à Pallas, tout près du village où son père était le vicaire local.
L'emplacement est signalé par une réplique de la statue d'orfèvre trouvée à l'entrée du Trinity College (Dublin)

### Articles liés
- Abbaye d'Abbeyshrule
- Liste des villes de la république d'Irlande